# Pelvoux
Pelvoux korábbi község (település) Franciaországban, Hautes-Alpes megyében. Lakosainak száma 430 fő (2018. január 1.). Pelvoux Le Monêtier-les-Bains, Puy-Saint-André, Saint-Martin-de-Queyrières, La Salle-les-Alpes, Vallouise, Villar-d’Arêne és Saint-Christophe-en-Oisans községekkel határos.
2017. január 1-jén Vallouise községgel egyesült és delegált község státusszal Vallouise-Pelvoux új község része lett.

## Népesség
A település népességének változása:
| Lakosok száma | 310  | 312  | 348  | 404  | 439  | 471  | 475  | 1271 | 460  | 430  |
|               | 1968 | 1975 | 1982 | 1999 | 2006 | 2011 | 2013 | 2016 | 2017 | 2018 |